# Gonzalo Longo
Gonzalo Matías Longo Elía (Buenos Aires, 14 marzo 1974) è un ex rugbista a 15 e allenatore di rugby a 15 argentino, il cui ruolo in carriera agonistica era di terza linea centro.

## Biografia
Gonzalo Longo si formò rugbisticamente nel San Isidro Club, formazione nella quale esordì e con la quale militò fino al maggio del 2001; esordì in Nazionale argentina nel 1999 a Buenos Aires in occasione di un tour del Galles in Sudamerica; con soli 4 incontri internazionali alle spalle prese parte da titolare alla Coppa del Mondo di rugby 1999, in cui disputò 4 incontri.
Nel 2001 divenne professionista e passò ai francesi del Narbona, con i quali rimase tre stagioni, durante le quali, a livello internazionale, partecipò con l'Argentina alla Coppa del Mondo di rugby 2003 in Australia; al Montferrand (poi Clermont-Auvergne) dal 2004, con il club gialloblu vinse la Challenge Cup 2006-07, nella stessa annata in cui giunse anche alla finale per il titolo francese, poi persa contro lo Stade français.
Prese infine parte alla Coppa del Mondo di rugby 2007 in Francia, nella quale l'Argentina si classificò terza assoluta, e disputò il suo ultimo incontro con i Pumas il 19 ottobre, la finale per il terzo posto del torneo vinta contro i padroni di casa francesi.
Nel 2008 tornò per un'ultima stagione al San Isidro Club come giocatore-allenatore, vincendo il titolo Nacional de Clubes.
Alla fine della stagione 2008 ha smesso definitivamente di giocare.

## Palmarès

### Giocatore
- Campionati URBA: 4
San Isidro Club: 1993, 1994, 1997, 1999.
- Nacional de Clubes: 3
San Isidro Club: 1993, 1994, 2008
- Challenge Cup: 1
Clermont-Auvergne: 2006-07

### Allenatore
- Nacional de Clubes: 1
San Isidro Club: 2008